# قط أوسي

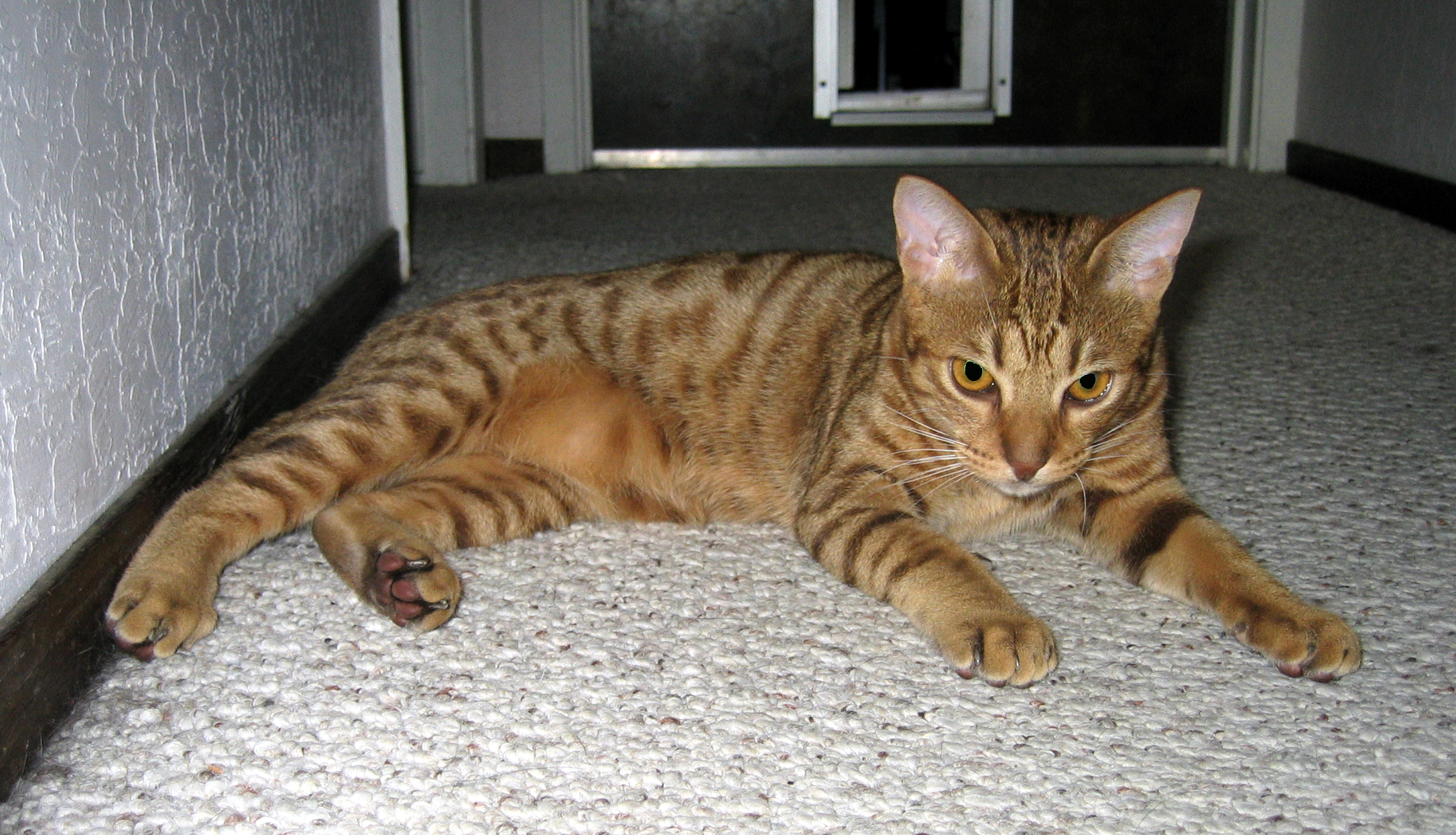

قط أوسي (بالإنجليزية: Ocicat)‏ يُشبه القط أوسي القط البري المنقط إلى حد كبير. وقد نشأ كهجين من القط السيامي والقط الحبشى والأمريكي قصير الشعر . وهو قط اجتماعي، لفرائه ألوان متعددة، لكنها جميعاً مرقّطة.
ويرجع منشأ هذه السلالة إلى عام 1964، عندما هُجن قط سيامي مع قط حبشي، وكان الجيل الأول يشبه القط الحبشي شبهاً تاماً. وعند تهجين أنثى من هذا النوع مع قط سيامي، ولد قط سيامي وآخر منقط، سُمّى أوسى «Oci»، لأنه يشبه حيوان الأسلوت «Ocelot» البري. ثم استعمل القط الأمريكي قصير الشعر في برنامج التهجين لتحسين نوع التنقيط وصلابة العظام ولون الشعر.
ومن ناحية الصفات والطباع فإن هذا القط يشبه قريبه القط البري، بل ويسلك سلوكه في الغابة. وليس له مطالب خاصة سوى حب أصحابه وعطفهم عليه واحتضانهم له، وهو لا يفضل الغرباء. ويميل هذا القط إلى اللعب والمداعبة، يفضل النوم على حِجر صاحبه مع فاصل من الخرير الخفيف.

## معرض صور

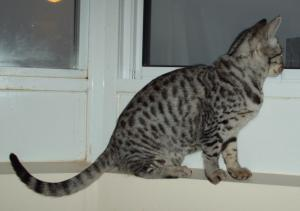
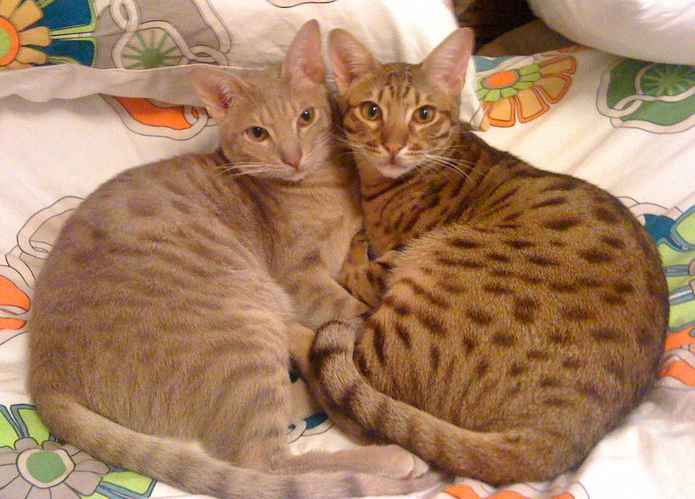
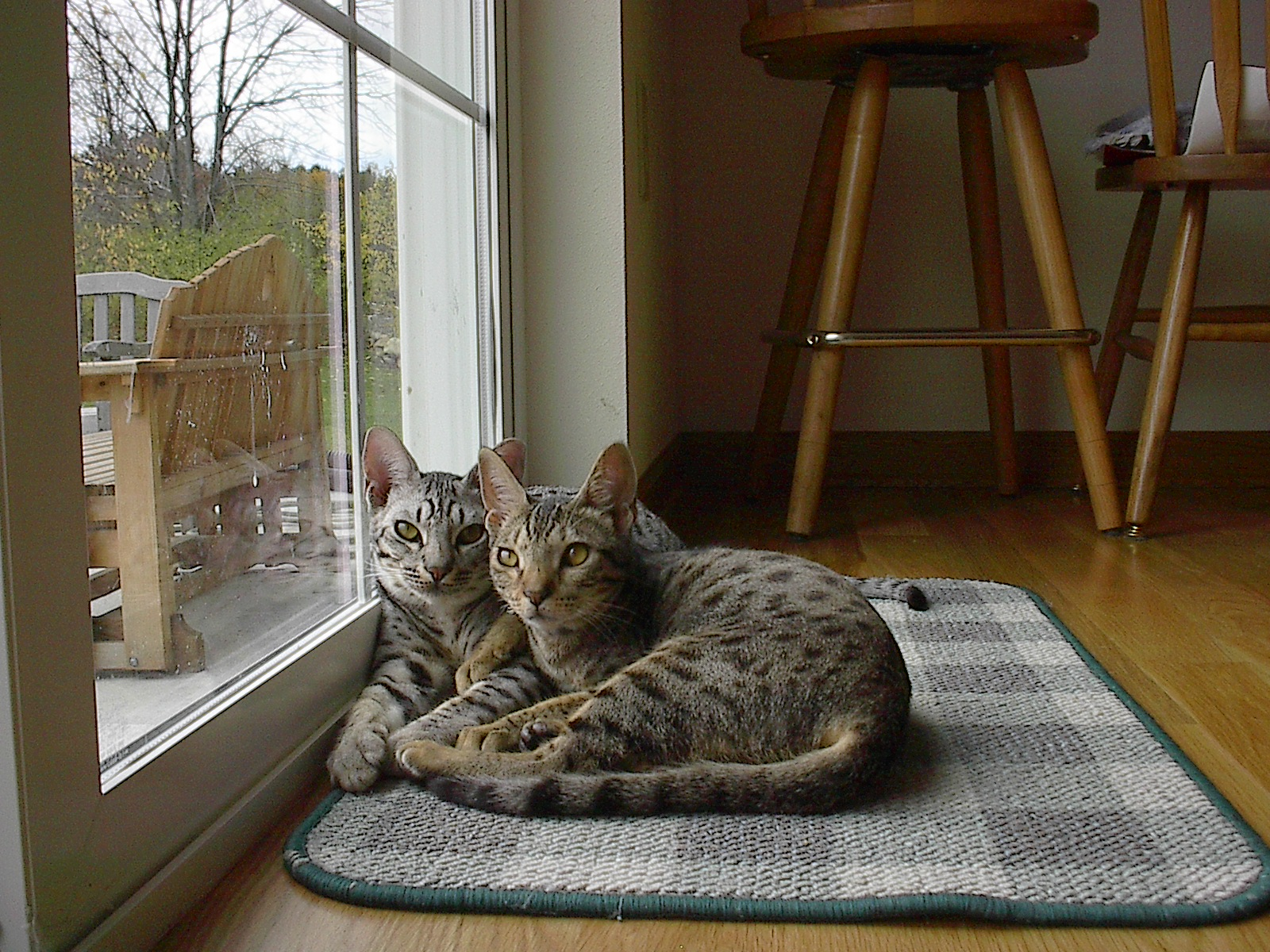